# Beaumont-sur-Dême
Beaumont-sur-Dême è un comune francese di 349 abitanti situato nel dipartimento della Sarthe nella regione dei Paesi della Loira.

## Società

### Evoluzione demografica
Abitanti censiti